# آورو ۵۳۱ اسپایدر
آورو ۵۳۱ اسپایدر (به انگلیسی: Avro 531 Spider) یک هواپیمای ساختِ کارخانهٔ آورو در کشور بریتانیا است. این هواپیما در ۱ آوریل ۱۹۱۸ میلادی نخستین پرواز خود را انجام داد.